# Tight
Tight is het debuutalbum van de New Yorkse band Mindless Self Indulgence.
Het nummer "Bring the pain" is een cover van het gelijknamig nummer van Method Man's album Tical.

## Tracklist
1. "Grab the mic" - 1:20
2. "Bring the pain" - 3:39
3. "Mindless Self Indulgence" - 0:22
4. "Tight" - 2:47
5. "Diabolical" - 1:43
6. "Molly" - 1:44
7. "Tornado" - 1:51
8. "Daddy" - 1:20
9. "Pussy all night" - 2:21
10. "Apple country" - 1:07
11. "Dickface" - 2:07
12. "Bite your rhymes" - 2:38
13. Tornado ('hail satan!') live - 1:57
14. "Ecnegludni fles sseldnim" - 6:47